# Keinovuopio
Keinovuopio ist eine Siedlung in der schwedischen Gemeinde Kiruna im Norrbottens län, direkt an der Grenze zu Finnland gelegen. Die Siedlung liegt am Könkämäälven, 90 km nordwestlich von Karesuando entfernt.
Keinovuopio besitzt keinen Zufahrtsweg in Schweden und kann deshalb ausschließlich über eine Hängebrücke, alternativ im Winter auch direkt über den vereisten Fluss, von der finnischen Seite aus erreicht werden. Die E8 östlich des Flusses  verbindet das Gebiet mit Karesuando. Im Ort gibt es zwei Mietshütten, früher befand sich hier zudem ein Rentierschlachthof. Die nördlichste Siedlung Schwedens, Kummavuopio, liegt einige Kilometer nordwestlich von Keinovuopio. Das nächste finnische Dorf ist Kilpisjärvi, 23 Kilometer weiter nördlich an der E8 gelegen. Der norwegische Ort Skibotn befindet sich zudem 43 Kilometer nördlich von Keinovuopio.
Keinovuopio war der nördlichste Ort Schwedens, der dauerhaft bewohnt wurde, bis 24. August 2022, als Kummavoupio, eine nördlichere früher ehemalige Siedlung, wieder bewohnt wurde. Im März 2018 lebten dort gemäß der schwedischen Auskunftei Ratsit sechs Menschen.